# فالفيك
فالفيك (بالسويدية: Vallvik) هي منطقة سكنية تقع في السويد في Söderhamn Municipality. يقدر عدد سكانها بـ 258 نسمة ومساحتها 1.23 كم2 .